# The Doobie Brothers
The Doobie Brothers sont un groupe rock américain originaire de San José, en Californie.
Actif depuis cinq décennies, ayant connu ses plus grands succès dans les années 1970, il est composé actuellement des membres fondateurs Tom Johnston (guitares, chant) et Patrick Simmons (guitares, chant), du vétéran Michael McDonald (claviers, chant), du guitariste de longue date John McFee (guitares, violon, chœurs) et des musiciens de tournée, dont John Cowan (basse, chant), Bill Payne (claviers), Marc Russo (saxophones), Ed Toth (batterie) et Marc Quiñones (percussions). Les autres membres de longue date du groupe incluent le guitariste Jeff "Skunk" Baxter (1972-1979), le bassiste Tiran Porter (1972-1980, 1987-1992) et les batteurs John Hartman (1970-1979, 1987-1992), Michael Hossack (1971-1973, 1987-2012) et Keith Knudsen (1973-1982, 1993-2005).
L'histoire du groupe peut être divisée en trois époques. De 1970 à 1975, le chanteur soliste Johnston a apporté un son rock and roll traditionnel avec des éléments de folk, de country et de R&B. Johnston a quitté le groupe en 1977 pour des raisons de santé et a été remplacé par Michael McDonald, dont l'intérêt pour la musique soul a changé le son du groupe jusqu'à sa rupture en 1982, Simmons étant le seul membre constant à être apparu sur tous leurs albums. En 1987, les Doobie Brothers se sont reformés avec Johnston de retour au bercail ; McDonald, qui avait déjà fait plusieurs apparitions en tant qu'invité depuis la reformation, est revenu dans le groupe à plein temps en 2019 pour leur prochaine tournée du 50e anniversaire. Chaque incarnation du groupe a mis l'accent sur les harmonies vocales.
Les Doobie Brothers ont été intronisés au Temple de la renommée du groupe vocal en 2004, et au Temple de la renommée du rock and roll le 7 novembre 2020. Le groupe a vendu plus de 40 millions d'albums dans le monde,.

## Histoire

### Incarnation originale
Le batteur John Hartman est arrivé en Californie, déterminé à rencontrer Skip Spence du groupe Moby Grape et à se joindre à une reformation avortée de ce groupe. Spence a présenté John Hartman au chanteur, guitariste et compositeur Tom Johnston et les deux ont formé le noyau de ce qui allait devenir The Doobie Brothers. Johnston et Hartman ont appelé leur groupe naissant « Pud » et ont expérimenté des alignements — y compris parfois Spence — et des styles pendant qu'ils se produisaient à San José et dans les environs. Ils étaient principalement un trio de puissance — avec le bassiste Greg Murphy — mais ont brièvement travaillé avec une section de cuivres.
En 1970, ils font équipe avec le chanteur, guitariste et compositeur Patrick Simmons et le bassiste Dave Shogren. Simmons avait appartenu à plusieurs groupes de la région (parmi lesquels « Scratch », un trio acoustique avec le futur bassiste des Doobies Tiran Porter) et s'était également produit en tant qu'artiste solo. Il était déjà un adepte du fingerstyle dont l'approche de l'instrument complétait le jeu rythmique R&B de Tom Johnston.
Tout en jouant encore localement autour de San José, le groupe a adopté le nom « Doobie Brothers »,. Le musicien Keith "Dyno" Rosen, qui vivait avec ou à côté du groupe, est venu avec le nom après que le groupe eut des difficultés à en trouver un seul. Selon Tom Johnston, Keith Rosen a dit : « Pourquoi ne vous appelez-vous pas les Doobie Brothers parce que vous fumez toujours de la marijuana ? » Hartman a dit qu'il n'était pas impliqué dans le choix du nom, et ne savait pas que « doobie » signifiait un joint de marijuana jusqu'à ce que Keith Rosen le lui dise. Tout le monde dans le groupe est convenu que « Doobie Brothers » était un nom « idiot » ou « stupide »,. Patrick Simmons a déclaré que le groupe avait l'intention d'utiliser le nom uniquement pour quelques premières performances jusqu'à ce qu'ils trouvent quelque chose de mieux, mais ils ne l'ont jamais fait.
Les Doobie Brothers ont amélioré leur jeu en se produisant sur scène dans tout le nord de la Californie en 1970. Ils ont attiré un public particulièrement fort parmi les chapitres locaux des Hells Angels et ont obtenu un concert récurrent dans l'un des lieux préférés des motards, le Château Liberté à Santa Cruz dans les montagnes, y jouant pendant l'été 1970 (bien que certains de ces concerts n'incluaient pas tous les membres du groupe et étaient de nature impromptue). Une série de démos, qui présentait des guitares électriques aux tons « fuzz », des harmonies en trois parties et la batterie de Hartman, a attiré l'attention du représentant A&R de Warner Bros. Records, Ted Templeman, et a finalement valu au groupe un contrat chez Warner Bros. avant la fin de l'année.
L'image du groupe reflétait à l'origine celle de ses plus grands fans : vestes en cuir et motos. Sorti en avril 1971, leur premier album éponyme s'écarte considérablement de cette image et de leur son live de l'époque. Produit chez Pacific Recorders à San Mateo, l'album, qui n'a pas réussi à se classer, met l'accent sur les guitares acoustiques et reflète les influences country. La chanson d'ouverture Nobody, le premier single du groupe, a fait surface dans leur prestations en public plusieurs fois au cours des décennies suivantes. Plus récemment, cette chanson a été réenregistrée et ajoutée à leur album de 2010 World Gone Crazy.
À la fin du printemps / été 1971, leur maison de disques a envoyé les Doobies pour leur première tournée nationale en tandem avec le groupe Mother Earth, le "Mother Brothers Tour". Également en 1971, le groupe a eu l'idée d'ajouter un deuxième batteur, complétant la batterie de Hartman sur certains de leurs spectacles avec celle du vétéran de la marine américaine Michael Hossack tout en continuant à tourner à la suite de leur premier album.
Déménageant aux studios Amigo nouvellement acquis de Warner Brothers à North Hollywood à partir de fin octobre 1971, le groupe enregistra plusieurs chansons pour leur prochain album avec Shogren à la basse, à la guitare et au chant, mais Shogren partit après des désaccords avec le producteur du groupe, Ted Templeman. Shogren a été remplacé en décembre 1971 par le chanteur, compositeur et bassiste Tiran Porter, tandis que Hossack a été ajouté à la programmation en même temps qu'un habitué. Porter et Hossack étaient tous deux des piliers de la scène musicale du nord de la Californie, Porter ayant déjà joué dans Scratch avec Simmons. Porter a apporté un style de basse plus funk et a ajouté son baryton rauque aux voix de Johnston et Simmons, résultant en un riche mélange en trois parties.
Le deuxième album du groupe, Toulouse Street — qui contenait les tubes Listen to the Music et Jesus Is Just Alright —, a connu un succès décisif après sa sortie en juillet 1972. En collaboration avec le manager Bruce Cohn, le producteur Ted Templeman et l'ingénieur Donn Landee, le groupe a proposé un ensemble de chansons plus poli et éclectique. Le pianiste Bill Payne de Little Feat a fourni des claviers pour la première fois, commençant une collaboration de plusieurs décennies qui comprenait de nombreuses sessions d'enregistrement et même un passage de deux semaines en tournée avec le groupe au début de 1974.
Une série de succès ont suivi, y compris Long Train Runnin' de Johnston et China Grove, de l'album de 1973 The Captain and Me. Parmi les autres chansons remarquables de l'album, citons l'ode country-ish de Simmons "South City Midnight Lady" et  l'explosif et hard rock "Without You", pour lequel tout le groupe a reçu le crédit de la composition. Sur scène, cette dernière chanson s'est parfois transformée en un jam de 15 minutes avec des paroles supplémentaires entièrement ad-libbed par Johnston. Une apparition en 1973 sur le premier épisode de l'émission de variétés musicales télévisées Don Kirshner's Rock Concert a présenté cette performance.
Au milieu des sessions d'enregistrement de leur prochain album, What Were Once Vices Are Now Habits de 1974, et des répétitions pour une tournée d'automne 1973, Hossack quitta brusquement le groupe, invoquant l'épuisement des tournées constantes. Le batteur, auteur-compositeur et chanteur Keith Knudsen (qui était auparavant avec Lee Michaels sur la populaire chanson "Do You Know What I Mean") a été recruté rapidement en septembre 1973 et s'est embarqué avec les Doobies pour une tournée majeure quelques semaines plus tard (Hossack a ensuite remplacé Knudsen dans le groupe Bonaroo, qui a joué en première partie des Doobies peu de temps après). La batterie de Hossack et la voix de Knudsen peuvent être entendus sur Vices.

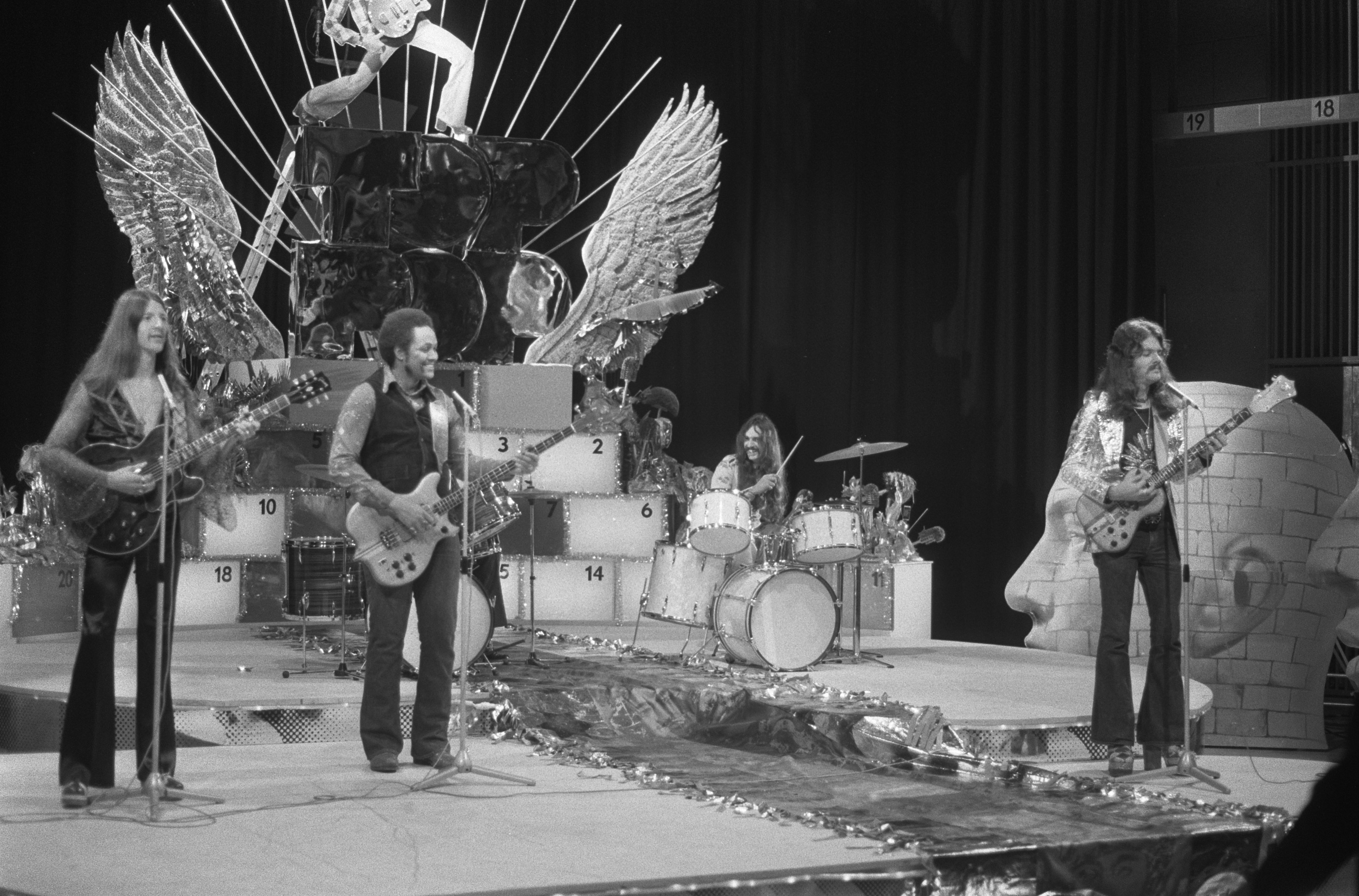
Les Doobie Brothers dans l'émission néerlandaise TopPop (janvier 1974). De gauche à droite : Patrick Simmons, Tiran Porter, Keith Knudsen et Tom Johnston.

En 1974, Jeff Baxter, guitariste de Steely Dan, apprit que son groupe se retirait de la route et que Donald Fagen et Walter Becker avaient l'intention de travailler presque exclusivement avec des musiciens de session à l'avenir. Ayant besoin de jouer en concerts souvent, il rejoint alors les Doobie Brothers en tant que troisième guitariste soliste au milieu de leur tournée actuelle. Il avait auparavant travaillé avec le groupe en studio, ajoutant de la guitare pedal steel sur les albums The Captain and Me ("South City Midnight Lady") et Vices (Black Water, Tell Me What You Want) et jouait déjà avec le groupe en tant qu'invité spécial lors de la tournée de cette année.
Vices a inclus le premier single n° 1 du groupe, la chanson signature de Simmons Black Water. Il a dominé les hit-parades en mars 1975 et a finalement propulsé l'album au statut de multi-platine. La chanson de Johnston Another Park, Another Sunday (en tant que single, Black Water étant en face B) et sa chanson funk Eyes of Silver a également été classée l'année précédente aux numéros 32 et 52, respectivement.
Pendant cette période et pour plusieurs tournées ultérieures, les Doobies ont souvent été soutenus sur scène par les légendes de Stax Records, The Memphis Horns. Des enregistrements en direct avec la section cuivres ont été diffusés à la radio au King Biscuit Flower Hour, mais aucun n'a été officiellement publié. Les Memphis Horns sont également apparus en tant que joueurs de session sur plusieurs albums Doobies.
À la fin de 1974, la santé de Johnston souffrait des rigueurs de la route. Il était absent lorsque le groupe a rejoint The Beach Boys, Chicago et Olivia Newton-John le soir du Rockin' Eve du Nouvel An de Dick Clark en décembre. À ce moment-là, Stampede sur le thème de l'ouest avait été terminé pour la sortie en 1975. Il comportait encore un autre single à succès, la reprise de Johnston du hit de Motown écrite par le trio Holland–Dozier–Holland, Take Me in Your Arms (chanté à l'origine par Kim Weston). Simmons a contribué à l'atmosphère I Cheat the Hangman, ainsi que Neal's Fandango, une ode à Santa Cruz, Jack Kerouac et Neal Cassady. Ry Cooder a ajouté sa guitare slide à la chanson de cow-boy de Johnston, Rainy Day Crossroad Blues.
Au début de la tournée promotionnelle du printemps 1975 pour Stampede, l'état de Johnston était si précaire qu'il a dû être hospitalisé d'urgence pour un ulcère hémorragique. Avec Johnston en convalescence et la tournée déjà en cours, Baxter a proposé de recruter un autre ancien de Steely Dan pour combler le vide: chanteur, auteur-compositeur clé, Michael McDonald.

### Années Michael McDonald
Sous contrat pour sortir un autre album en 1976, les Doobies étaient à la croisée des chemins. Leur auteur-compositeur et chanteur soliste étant resté indisponible, ils se sont tournés vers McDonald et Porter pour obtenir du matériel pour compléter celui de Simmons. L'album résultant, Takin' It to the Streets, a fait ses débuts avec un changement radical dans leur son. Leur rock and roll à base de guitare électrique a cédé la place à un son plus doux et blue-eyed soul, mettant en valeur les claviers et les cors et des rythmes plus subtils et plus syncopés. Baxter a fourni des styles de guitare aux influences jazz rappelant Steely Dan, avec une harmonie inhabituelle et complexe et une mélodie plus longue et plus développée. Surtout, la voix de McDonald est devenue la nouvelle signature sonore du groupe. Takin' It to the Streets a présenté la chanson principale de McDonald's et It Keeps You Runnin', les deux succès. (Une deuxième version de It Keeps You Runnin', interprétée par Carly Simon, est apparue sur son album Another Passenger, avec l'appui des Doobies.) Le bassiste Porter a écrit et chanté "For Someone Special" en hommage à Johnston absent. Une compilation des plus grands succès, Best of the Doobies, a suivi avant la fin de l'année. (En 1996, la Recording Industry Association of America a certifié Best of the Doobies disque de diamant pour des ventes de plus de 10 millions d'unités).
Leur nouveau son a été affiné et le rôle dominant de McDonald a été cimenté avec Livin 'on the Fault Line de 1977. Il comportait une reprise du classique de Motown Little Darling (I Need You) et Echoes of Love, qui avait été écrit par Willie Mitchell pour, mais non enregistré par, Al Green. Mitchell (alors des Memphis Horns) et Earl Randle avaient tous deux travaillé un bon bout avec Green. Simmons a ajouté de la musique et des paroles, co-écrivant la version finale avec Mitchell et Randle ; la chanson a ensuite été reprise non seulement par les Pointer Sisters, mais aussi par Lyn Paul, l'ex-chanteuse des New Seekers. L'album comprenait également la chanson You Belong to Me (coécrite par McDonald et Carly Simon, qui avait du succès avec sa propre version de la chanson). Pour aider à promouvoir Fault Line, le groupe s'est produit en direct sur le spectacle PBS Soundstage. Baxter a utilisé un type précoce de synthétiseur de guitare (fabriqué par Roland) sur de nombreuses pistes (en particulier la pièce-titre et China Grove). La combinaison de l'approche cérébrale de McDonald de l'harmonie, des rythmes plus funk et de la saveur vocale R&B, ainsi que des pyrotechnies de guitare de Baxter, a éloigné le groupe du style plus prolétarien de motard-bong-boogie qui les a rendus populaires à l'origine. L'utilisation d'accords de jazz complexes, construits sur des parties de claviers bien composées de McDonald's et tempérées par de puissants crochets pop, a abouti à un album qui, bien que pas vraiment jazz, avait une finition contemporaine nettement urbaine, ajoutant la saveur de l'ère du cool jazz à un paramètre pop.

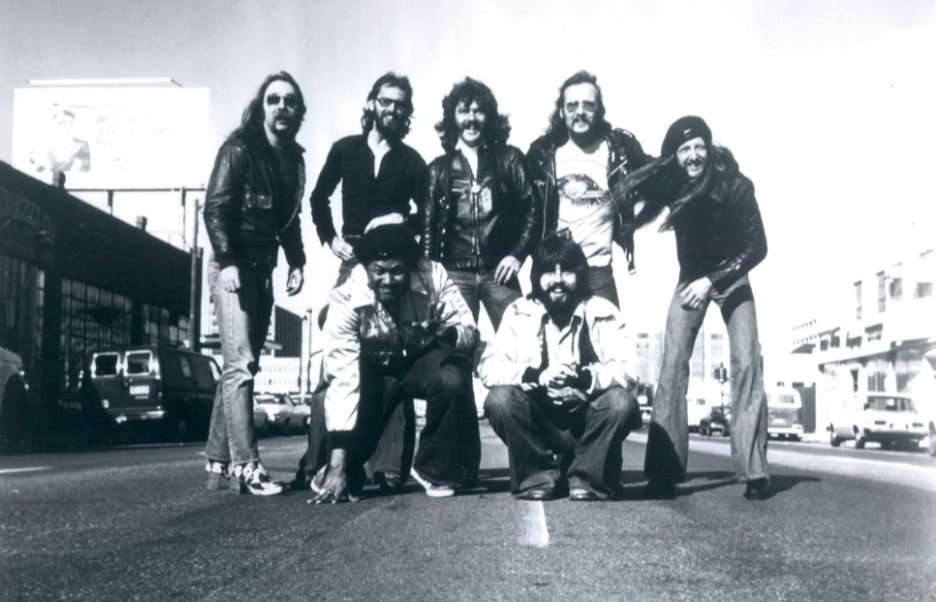
Les Doobie Brothers en 1976: Rangée arrière, de gauche à droite : Baxter, Hartman, Johnston, Knudsen, Simmons. Première rangée, de gauche à droite : Porter, McDonald.

À la fois, Takin' It to the Streets et Livin' on the Fault Line reflétaient la diminution du rôle de Johnston dans le groupe après sa maladie. Remis en forme et brièvement de retour dans le bercail, il a contribué une chanson originale à Takin' It to the Streets (Turn It Loose), et a également chanté un couplet sur l'air de Simmons Wheels of Fortune. Il a également fait des apparitions en public avec le groupe en 1976 (documenté dans un concert filmé cette année-là au Winterland à San Francisco, dont des extraits apparaissent parfois sur VH1 Classic), mais a été mis à l'écart une fois de plus cet automne en raison de l'épuisement. Aucune des chansons de Johnston n'est apparue sur Fault Line, bien qu'il ait écrit et que le groupe ait enregistré cinq de ses compositions pour l'album. Quoi qu'il en soit, il a reçu des crédits pour les guitares et le chant et a été photographié sur la photo du groupe de la pochette intérieure de l'album. Il a rapidement quitté le groupe qu'il a cofondé, se lançant dans une carrière solo qui a finalement abouti à un album de Warner Bros. de 1979 à succès modeste, Everything You've Heard is True, qui comprenait le single Savannah Nights, et l'album le moins réussi Still Feels Good en 1981.
Au cours de cette période de transition, le groupe a également élevé l'ancien roadie Bobby LaKind au rang de chanteur et percussionniste de secours sur scène. En studio, LaKind a d'abord contribué des percussions à Streets mais était membre de l'équipe d'éclairage du groupe depuis 1974. De plus, au début de 1978, le groupe est apparu comme lui-même dans deux épisodes de la sitcom d'ABC What's Happening !!, exécutant «Little Darlin '(I Need You)», «Black Water», «Takin' It to the Streets» et «Take Me in Your Arms».
Après presque une décennie sur la route, et avec sept albums à leur actif, la carrière des Doobies s'est envolée avec le succès de leur prochain album, Minute by Minute de 1978. Il a passé cinq semaines au sommet des charts et a dominé plusieurs formats radiophoniques pendant près de deux ans. La chanson de McDonald What a Fool Believes, écrite avec Kenny Loggins, était le deuxième single n° 1 du groupe et a valu au duo de compositeurs (avec le producteur Ted Templeman) un Grammy Award de l'enregistrement de l'année. L'album a remporté un Grammy de la meilleure prestation vocale pop d'un groupe et a été nommé pour l'album de l'année. What a Fool Believes et la chanson du même nom que l'album, Minute by Minute, ont été nommés pour la chanson de l'année, What a Fool Believes remportant le prix. Parmi les autres chansons notables de l'album figurent Here to Love You, Dependin' on You (coécrit par McDonald et Simmons), Steamer Lane Breakdown (un instrumental de bluegrass de Simmons) et How Do the Fools Survive? de McDonald (coécrite par Carole Bayer Sager). Nicolette Larson et l'ancien chef d'orchestre Johnston ont contribué aux chœurs sur l'album.
Le succès de Minute by Minute était doux-amer car il coïncidait avec la quasi-dissolution du groupe. La pression des tournées lors de l'enregistrement et de la sortie d'un album chaque année avait épuisé les membres. Baxter et McDonald étaient en conflit créatif depuis un certain temps. McDonald souhaitait un son rock/R&B raffiné, soul et direct, tandis que Baxter insistait pour embellir les parties de guitare dans un style de plus en plus avant-gardiste. (McDonald et Baxter ont tous deux développé le sujet dans la série documentaire Behind the Music, diffusée sur VH1 en février 2001). Au moment où le succès de Minute by Minute devenait évident, Hartman, Baxter et LaKind quittèrent le groupe. Une émission de deux chansons le 27 janvier 1979 de Saturday Night Live (avec l'hôte invité Michael Palin) a marqué la dernière apparition télévisée de cette programmation, et une brève tournée au Japon a marqué les dernières prestations en public du groupe dans sa formation de période médiane – Hartman a ensuite rejoint le groupe de tournée de Johnston en 1979 et a enregistré une apparition avec lui qui a été diffusée sur Soundstage en 1980.
Avec l'album à succès surprise et plus d'argent à gagner, les Doobies restants (Simmons, Knudsen, McDonald et Porter) ont décidé d'aller de l'avant. En 1979, Hartman a été remplacé par le batteur de session Chet McCracken et Baxter par le joueur à cordes multi-instrumental John McFee (le regretté du premier groupe de Huey Lewis, Clover) ; Cornelius Bumpus (qui avait fait partie d'une récente réunion de Moby Grape) a également été recruté pour ajouter des voix, des claviers, des saxophones et de la flûte à la programmation. Cette formation a tourné tout au long de 1979, y compris des arrêts au Madison Square Garden et au Battery Park de New York pour les concerts anti-nucleaires No Nukes avec des artistes partageant les mêmes idées tels que Bonnie Raitt, Crosby, Stills & Nash, James Taylor, Carly Simon, Jackson Browne, Bruce Springsteen et John Hall.
L'année 1980 a marqué le retour de Bobby LaKind dans la formation en tant que membre à plein temps et le neuvième album studio des Doobies, One Step Closer. L'album présentait la chanson titre de l'album à succès et le succès Top 10 Real Love, mais n'a pas dominé les classements et la radio comme Minute by Minute l'avait fait, en grande partie en raison d'une sursaturation du « son McDonald » par de nombreux autres artistes (comme dans le succès Steal Away de Robbie Dupree, qui copiait le « son McDonald » presque note pour note) à la radio à l'époque - sans parler des nombreuses apparitions vocales de Michael McDonald sur des chansons d'autres artistes, comme Kenny Loggins, Christopher Cross, Lauren Wood et Nicolette Larson. L'album lui-même était également sensiblement plus faible musicalement que les trois précédents avec le groupe semblant fatigué et apparemment dévolu à un peu plus que le « groupe d’accompagnement » de McDonald (selon des sources contemporaines). « Ted et Michael sont devenus une faction contre Pat et le reste d'entre nous », a déclaré Porter dans une interview. Longtemps frustré par les réalités des tournées incessantes et de la soif d'une vie familiale stable, ainsi que de la lutte contre un problème de cocaïne admis, Porter a quitté le groupe après l'enregistrement de Closer. Le bassiste de session Willie Weeks a rejoint le groupe et les Doobies ont continué à tourner tout au long de 1980 et 1981 (après Doobies, Weeks a joué avec le Gregg Allman Band, Eric Clapton et bien d'autres).

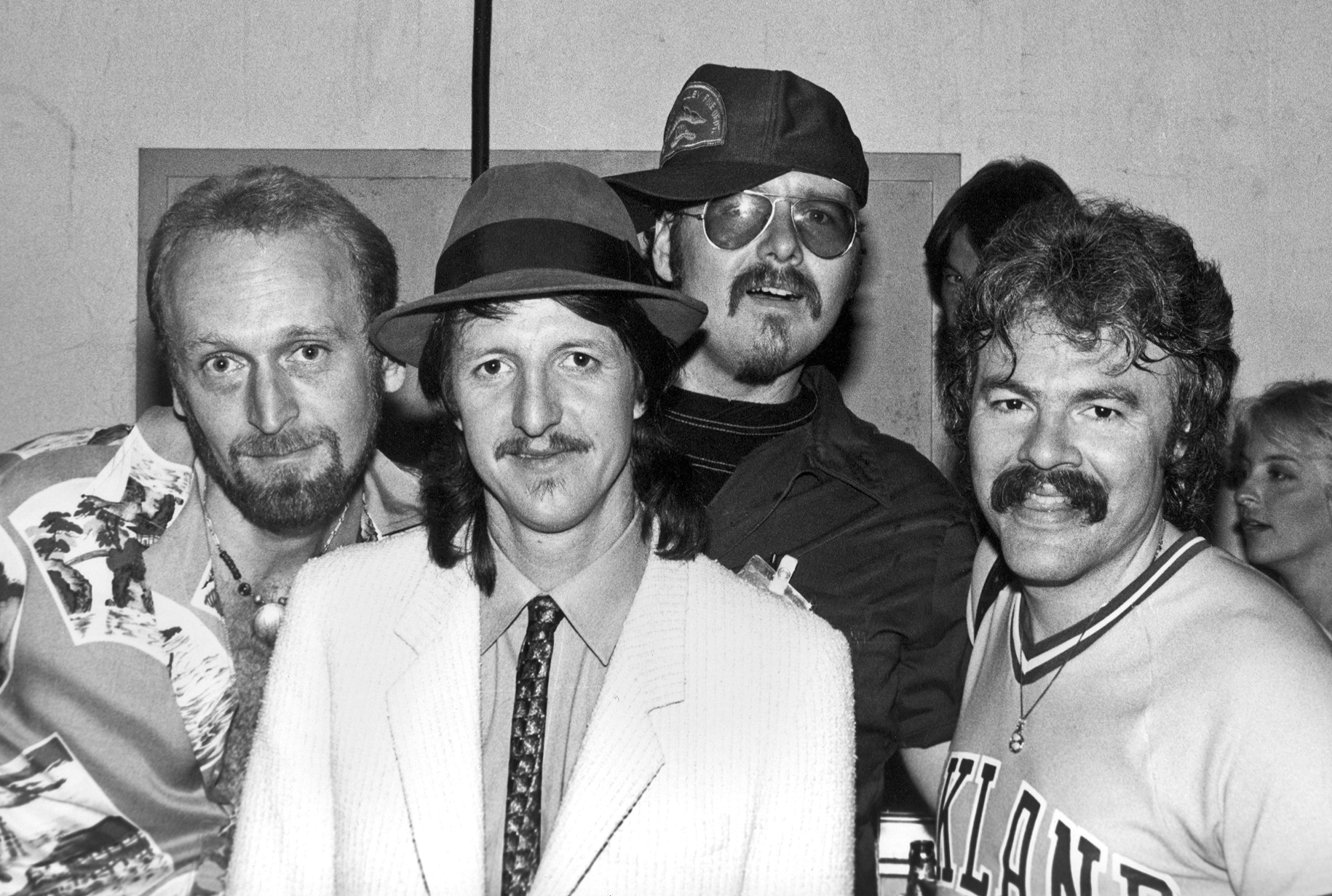
Dans les coulisses du Greek Theater à Berkeley (Californie) en 1982. Ce serait le concert d'adieu pour la formation originale du groupe, et comportait un retour ponctuel du chanteur fondateur Tom Johnston (à l'extrémité droite).

À la fin de 1981, même Simmons avait quitté le groupe. Désormais confronté à la perspective de se faire appeler The Doobie Brothers sans aucun membre d'origine et un "leader" dans McDonald qui était prêt pour une carrière solo, le groupe a plutôt choisi de se dissoudre après une répétition sans Simmons, selon une interview avec McDonald pour Listen to the Music, l'histoire vidéo officielle / documentaire des Doobie Brothers sorti en 1989. Il a poursuivi en disant qu'à ce moment-là, ils n'auraient pas pu s'éloigner davantage du son des Doobies s'ils avaient essayé. Simmons, déjà au travail sur son premier album solo, Arcade, a rejoint pour une tournée d'adieu en 1982 à la condition que ce soit vraiment la fin des Doobie Brothers. Lors de leur dernier concert au Théâtre Grec de Berkeley, Californie le 11 septembre 1982, ils ont été rejoints sur scène par le membre fondateur Tom Johnston pour ce qui était présumé être la dernière interprétation de son incontournable, "China Grove". Les anciens membres Porter, Hossack et Hartman sont ensuite montés sur scène pour une version étendue de "Listen to the Music". Knudsen a chanté le chant principal tandis que Johnston, Simmons et McFee ont échangé des riffs de guitare. L'album live Farewell Tour est sorti en 1983 et le concert du Greek Theatre est sorti en 2011 sous le titre Live at the Greek Theatre 1982.

### Réunion
Les Doobies n'ont pas travaillé ensemble pendant les cinq années suivantes, bien que divers membres se soient réunis dans différentes configurations pour des spectacles annuels de Noël pour les patients et le personnel de l'hôpital pour enfants de Stanford dans la région de Bay. Simmons a sorti un album solo commercialement décevant, Arcade, en 1983. Au milieu des années 1980, Johnston a tourné dans des clubs américains avec un groupe appelé Border Patrol, qui n'a sorti aucun enregistrement. Hossack et (brièvement) Simmons ont travaillé avec le groupe. Vers 1986, Johnston et Simmons ont commencé à travailler sur un album ensemble (selon une interview de 1989 avec Simmons), mais ont abandonné le projet peu de temps après sans aucune piste finie connue. En 1983, Knudsen et McFee forment le groupe Southern Pacific et enregistrent quatre albums qui rencontrent le succès dans les charts country (l'ancien bassiste de Creedence Clearwater Revival, Stu Cook, rejoint le groupe en 1986 et l'ancien guitariste de Pablo Cruise David Jenkins en 1988). Épuisé depuis de nombreuses années, Arcade de Simmons a été réédité sur disque compact en 2007 par le label spécialisé Wounded Bird Records, qui est également le siège des catalogues de Southern Pacific et Tom Johnston. Après Doobies, McDonald s'est établi en tant qu'artiste solo. Sa voix a dominé la radio contemporaine pour adultes tout au long des années 1980. Il a connu une renaissance de popularité au XXIe siècle en tant qu'interprète des classiques de la Motown.
La reformation des Doobie Brothers n'était pas intentionnelle. Dans une quête personnelle pour une bonne cause et après avoir vaincu sa toxicomanie, Knudsen est devenu actif au sein de la Vietnam Veterans Aid Foundation. Au début de 1987, il persuada 11 anciens élèves de Doobie de se joindre à lui pour un concert au profit des causes des anciens combattants. Tom Johnston, Pat Simmons, Jeff Baxter, John McFee, John Hartman, Michael Hossack, Chet McCracken, Michael McDonald, Cornelius Bumpus, Bobby LaKind et Tiran Porter, ainsi que leur producteur de disques de longue date et bon ami, Ted Templeman, ont répondu à l'appel. Il n'y avait pas de bassistes excédentaires car Weeks avait d'autres engagements. Ils ont vite découvert que les billets étaient très demandés, alors le concert a rapidement évolué en une tournée de 12 villes qui a commencé le 21 mai 1987 à San Diego. Le troisième concert, qui s'est tenu au Hollywood Bowl, aurait été la vente la plus rapide de la salle depuis que les Beatles y avaient joué un peu plus de 20 ans plus tôt. Le groupe a interprété des sélections de chaque album en utilisant une grande variété d'instruments qu'ils n'auraient pas pu reproduire auparavant sur scène sans la programmation élargie. Baxter et McFee ont joué de la pedal steel guitar et du violon, respectivement, pendant "Black Water" et "Steamer Lane Breakdown". "Without You" est joué avec quatre batteurs et quatre guitaristes. Le producteur Ted Templeman jouait des percussions et LaKind jouait parfois la batterie de Knudsen tandis que Knudsen se rendait sur le devant de la scène pour rejoindre le chœur. Templeman a également joué la batterie sur "What a Fool Believes", comme il l'a fait sur le disque original. La tournée a culminé (sans McDonald, McFee et Knudsen) au "Concert de la paix" du 4 juillet, inspiré de Glasnost, à Moscou, avec Bonnie Raitt, James Taylor et Santana partageant l'affiche. Des extraits paraissant plus tard cette année sur le réseau câblé de Showtime comprenaient une représentation de "China Grove".
Les retrouvailles réussies de 1987 ont suscité des discussions sur la reconstitution permanente du groupe. Ils ont finalement décidé de reproduire l'incarnation Toulouse Street / Captain and Me, s'installant sur une programmation comprenant Johnston, Simmons, Hartman, Porter et Hossack, ainsi que l'ajout plus récent de LaKind, et ont sorti Cycles sur Capitol Records en 1989. L'album présentait un Top 10 single, "The Doctor". La chanson est très similaire à "China Grove", et la connexion a été encore renforcée par le piano de l'invité Bill Payne. Parmi les autres éléments de l'album, citons "South of the Border" de Johnston, "Take Me to the Highway" de Dale Ockerman et Pat Simmons et "I Can Read Your Mind", une version du "Need a Little Taste of" d'Isley Brothers. Love ", et une version du classique des Four Tops," One Chain (Don't Make No Prison) ", qui avait été repris par Santana des années auparavant. Cycles s'est avéré un album de retour réussi et a été certifié Gold. Bumpus a participé aux tournées de 1989 et 1990, ajoutant sa voix distinctive, ses claviers, saxophone et sa flûte. Sa présence a comblé le fossé entre le groupe actuel et l'ère McDonald; il a chanté le chant principal sur "One Step Closer" (comme il l'avait à l'origine sur l'album de 1980) tandis que Simmons a pris la part de McDonald. Le groupe a été complété lors de la tournée de 1989 par Dale Ockerman (claviers, guitare, chœurs), Richard Bryant (percussions, voix) et Jimi Fox (percussions, chœurs). Après avoir reçu un diagnostic de cancer du côlon en phase terminale, LaKind a démissionné avant la tournée pour se concentrer sur sa santé.

### Années 1990
Le succès de Cycles a conduit à la sortie de Brotherhood en 1991, également sur Capitol. Les membres du groupe ont laissé pousser leurs cheveux, portaient du jean et du cuir et ont tenté de raviver leur image de motard du début des années 1970. Malgré le relooking et le matériel solide dirigé par la désormais marque déposée de Simmons "Dangerous" (présenté dans le film de motards de Brian Bosworth Stone Cold), Brotherhood a échoué, en partie à cause d'un manque de soutien de Capitol Records.
La tournée d'accompagnement (avec la programmation de 1989 sans Bumpus), qui présentait également Joe Walsh sur l’affiche, a été classée parmi les dix tournées les moins rentables de la saison estivale 1991 décevante par la North American Concert Promoters Association.
Le groupe des anciens de Doobie Brothers de 1987 s'est réuni les 17 et 19 octobre 1992 au pavillon Concord à Concord, en Californie, pour présenter des spectacles au bénéfice des enfants de LaKind. LaKind, atteint d'un cancer du côlon en phase terminale, a rejoint le groupe de percussions pour quelques numéros. Les concerts ont été enregistrés et ensuite diffusés lors de séries radiophoniques Superstars in Concert afin de récolter des fonds au bénéfice de la famille LaKind. [La citation nécessaire] LaKind est décédé le 24 décembre 1992 à l'âge de 47 ans.
Une brève interruption a suivi pendant laquelle Simmons a collaboré avec le bassiste et compositeur John Cowan (ex-New Grass Revival), Rusty Young (de Poco) et Bill Lloyd (de Foster & Lloyd) sur un projet inédit appelé Four Wheel Drive. Lorsque le groupe a de nouveau émergé en 1993, Hartman et Porter se sont retirés de la route pour de bon, mais Knudsen et McFee ont rejoint les Doobie Brothers à plein temps après la dissolution de Southern Pacific. Rejoint par Ockerman, Bumpus et Weeks, le groupe a fait une tournée avec Four Wheel Drive comme première partie. Après que Weeks ait quitté la tournée pour reprendre son travail de session, Cowan a joué de la basse pour les deux groupes. Bumpus est également parti pour rejoindre la réformation de Steely Dan, laissant la place au saxophoniste, claviériste et harmoniciste Danny Hull. L'ancien membre du groupe Chet McCracken a temporairement remplacé un Hossack blessé en juillet 1993. Leur tournée en 1994 comprenait des apparitions en tête d'affiche avec Foreigner.
Avec une énergie renouvelée au milieu des années 1990, le groupe a commencé à expérimenter différents arrangements de plusieurs morceaux. Ils ont même tiré du recueil de chansons de McDonald de temps en temps, rajoutant finalement "Takin 'it to the Streets" sur la setlist avec Simmons et le nouveau bassiste Skylark (qui a rejoint en 1995) remplaçant McDonald au chant.

#### Retour à la tournée permanente
Le groupe a tourné continuellement depuis 1993. En 1995, ils ont retrouvé McDonald pour une tournée en tête d'affiche avec le Steve Miller Band. La tournée "Dreams Come True" mettait en vedette les trois principaux auteurs-compositeurs et chanteurs et reflétait toutes les phases de la carrière du groupe. Bumpus a rejoint pour la tournée 1995, avec McCracken remplaçant Knudsen absent et Bernie Chiaravalle remplaçant McFee. Un double album live de 1996, Rockin 'Down the Highway: The Wildlife Concert, mettait en vedette McDonald sur trois de ses morceaux emblématiques. McDonald reste un invité spécial occasionnel à ce jour et a rejoint le groupe pour des spectacles d'entreprise privés et des fêtes (comme la réception de mariage de Liza Minnelli et David Gest).
À la mi-1996, Ockerman a été remplacé par le claviériste Guy Allison (ex-Moody Blues et Air Supply). Le saxophoniste Marc Russo (ex-Yellowjackets) a rejoint début 1998, en remplacement de Hull.
À la fin des années 1990, le groupe a obtenu une injonction empêchant les utilisations confuses ou trompeuses du surnom de "The Doobie Brothers" dans des publicités faisant la promotion d'un groupe hommage mettant en vedette d'anciens membres McCracken, Bumpus et Shogren.

### Années 2000
En 1999, Rhino Records a sorti le premier coffret du groupe, Long Train Runnin ': 1970–2000, qui comprenait des morceaux remasterisés de tout le catalogue du groupe, un nouvel enregistrement en studio du titre joué en concert "Little Bitty Pretty One", et un disque de prises studio et d'enregistrements en direct inédits. La sortie de Rhino l'année suivante, Sibling Rivalry, était le premier nouvel album studio du groupe depuis 1991. Le matériel reflétait les contributions de Knudsen et McFee, allant du rock au hip-hop, en passant par le jazz, le contemporain adulte et le country. L'album s'est mal vendu, reflétant la baisse des ventes sur la scène musicale rock pour adultes.

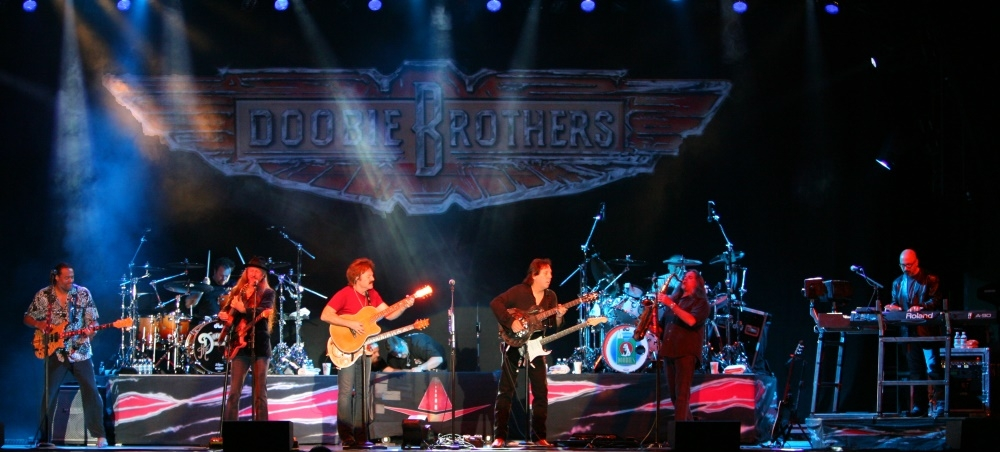
Les Doobie Brothers en concert au Chumash Casino Resort à Santa Ynez (Californie), le 31 août 2006.

Le 22 juin 2001, alors qu'il se rendait à un spectacle au Caesars Tahoe à Lake Tahoe, Hossack a subi de multiples fractures dans un accident de moto sur l'autoroute 88 et a dû être transporté par avion vers un hôpital de la région de Sacramento, où il a subi une intervention chirurgicale. Le batteur et percussionniste M. B. Gordy a été recruté pour remplacer Hossack. Après avoir été mis à l'écart pendant des mois, Hossack est revenu dans le groupe à la mi-2002. Gordy est resté avec le groupe en tant que percussionniste auxiliaire jusqu'en 2005.
Le 26 octobre 2004, les Doobie Brothers ont sorti Live at Wolf Trap, un album live enregistré au Wolf Trap National Park for the Performing Arts à Vienne, en Virginie, le 25 juillet de la même année. L'album présente les derniers enregistrements du batteur et chanteur Keith Knudsen, décédé en février 2005.

### Années 2010
Pour ses tournées estivales 2010 et 2012, le groupe a de nouveau été associé à Chicago, comme en 1974, 1999 et 2008.
En mars 2010, le bassiste / chanteur de longue date Skylark a démissionné du groupe après avoir subi un grave accident vasculaire cérébral. John Cowan, qui avait initialement tourné avec le groupe au début des années 1990, est revenu pour prendre la place de Skylark, et a été avec le groupe depuis. Trois mois plus tard, avant que le groupe ne se lance dans sa tournée d'été 2010 avec Chicago, Hossack a été contraint de renoncer après qu'on lui ait diagnostiquer un cancer. Tony Pia, membre du Brian Setzer Orchestra, a été recruté pour remplacer Hossack. Pia est devenue un membre officiel du groupe en tournée après la mort de Hossack en 2012.
Le 28 septembre 2010, les Doobie Brothers ont sorti leur 13e album studio, World Gone Crazy, produit par leur producteur de longue date Ted Templeman. World Gone Crazy était le premier album de Doobie Brothers produit par Templeman depuis les années 1980 One Step Closer. Le premier single de l'album, Nobody, a été diffusé gratuitement sur leur site Web.
En mars 2012, cinq membres de la famille Doobie Brothers étaient décédés : le percussionniste / chanteur LaKind le 24 décembre 1992, d'un cancer du côlon; le bassiste / chanteur original Shogren de causes inconnues le 14 décembre 1999; le saxophoniste, claviériste, chanteur et flûtiste Bumpus d'une crise cardiaque le 3 février 2004 alors qu'il était dans les airs en route pour la Californie pour une tournée solo; batteur, chanteur et activiste Keith Knudsen le 8 février 2005 d'un cancer et d'une pneumonie chronique; et le batteur Michael Hossack du cancer le 12 mars 2012.
Le 13 novembre 2012, les Doobie Brothers ont publié un documentaire officiel, Let the Music Play: The Story of The Doobie Brothers. Il présente des interviews et des images rares de leurs débuts des années 1970 à nos jours. Johnston, Simmons, McDonald, McFee, Porter et Baxter, ainsi que le manager Bruce Cohn, le producteur Ted Templeman et les membres des familles Johnston et Simmons sont interviewés dans le film. En 1994, une première version de ce documentaire était sorti en VHS sous le titre : « Listen to the music: the story of the Doobie Brothers ».
En mars 2014, les Doobie Brothers, en collaboration avec Sony Music Nashville, ont annoncé la sortie de leur 14e album studio avec les plus grands succès de leur carrière de plus de 40 ans. L'album comporterait des voix de plusieurs artistes country, et Michael McDonald est revenu pour collaborer sur l'album. Les artistes en vedette comprenaient Sara Evans, Vince Gill, Hunter Hayes, Casey James, Toby Keith, Love and Theft, Jerrod Niemann, Brad Paisley, Blake Shelton, Tyler Farr, Chris Young, Charlie Worsham et le Zac Brown Band.
L'album, intitulé Southbound, est sorti le 4 novembre 2014. Le lendemain, les Doobie Brothers et Michael McDonald ont été invités à la 47e cérémonie annuelle des CMA Awards pour célébrer sa sortie, et ont été rejoints par Hunter Hayes, Jennifer Nettles et Hillary Scott dans une performance de "Listen to the Music". À la fin de la cérémonie, en plus de Hayes, Nettles et Scott, ils ont été rejoints par le coanimateur Brad Paisley pour "Takin 'It to the Streets".
Les Doobie Brothers se sont produits à Music City Roots le 13 mai 2015, partageant la scène avec Béla Fleck et Dan Tyminski. Il s'agissait de la deuxième performance du groupe dans cet endroit, après une performance entièrement acoustique en 2011. La partie acoustique du spectacle de 2015 présentait des chansons qui n'avaient pas été entendues par le public depuis des années, y compris le bluesy Chicago de leur premier album et de la chanson titre. de la rue Toulouse.
Début août 2015, le claviériste / choriste Guy Allison a été appelé à s'envoler pour le Japon pour travailler sur un projet d'album. Le cofondateur et pianiste de Little Feat Bill Payne, connu pour ses contributions à de nombreux premiers albums studio du groupe, a été sélectionné pour remplacer temporairement Allison en son absence. Allison est brièvement revenue dans le groupe après leur concert du 5 septembre au Susquehanna Bank Center à Camden, dans le New Jersey.
Le 20 août 2015, les Doobie Brothers et Michael McDonald étaient les invités musicaux du Tonight Show avec Jimmy Fallon, où ils ont interprété un medley de "Long Train Runnin '" et "Takin' It to the Streets". Le groupe a également présenté une performance exclusive sur le Web de "What a Fool Believes" qui a été mise à disposition sur le site Web de The Tonight Show.
L'après-midi du 11 septembre 2015, les Doobie Brothers se sont produits au Lockn 'Festival à Arrington, en Virginie, partageant la scène avec le jam band String Cheese Incident. Les Doobies se sont ensuite envolés pour Cherokee, en Caroline du Nord, pour un concert en soirée. En octobre 2015, Payne a quitté Little Feat et a officiellement repris les fonctions de Guy Allison en tant que claviériste des Doobies. Le 24 novembre 2015, les Doobie Brothers et Journey ont lancé une tournée avec Dave Mason. La tournée a débuté le 12 mai 2016 à l'amphithéâtre Irvine Meadows et s'est terminée le 4 septembre 2016.
En 2016, le groupe se sépare de son manager historique (depuis plus de 30 ans) Bruce Cohn pour des raisons inconnues et signe un contrat avec Azoff Music Management. Les Doobies sont managés personnellement par Irving Azoff et Karim Karmi.

### Années 2020
Le 1er octobre 2021, le groupe sort Liberté, son quinzième album studio et premier album de matériel original en 11 ans. Toutes les pistes de l'album sont co-écrites par John Shanks (en), connu pour son travail avec Bon Jovi, Sheryl Crow et Melissa Etheridge. Le nom de l’album est tiré de Château Liberté, dans les collines de Santa Cruz, qui est l’endroit où ils ont commencé à jouer au début des années 1970. Le disque sort sur le label Island. Michael McDonald n’apparaît pas dans la composition du groupe, formé des 3 vétérans que sont Tom Johnston, Pat Simmons et John McFee.
En 2020, en raison de la pandémie, le groupe est intronisé virtuellement au Rock & Roll Hall of Fame.
Une tournée pour célébrer les 50 ans du groupe est mise en route sous le nom de « Doobie Brothers 50th Anniversary Tour ». Cette tournée passe par les États-Unis et le Canada. Elle est reportée d’une année à cause de l’épidémie de Covid 19.
Le 10 mai 2022 paraît le livre Long Train Runnin: Our Story of the Doobie Brothers, écrit par Tom Johnston, Patrick Simmons et Chris Epting. C’est le second ouvrage sur le groupe après celui de Marc Bego The Doobie Brothers: Behind the scene with today’s hottest group en 1980.
Après une tournée européenne, le groupe partira en tournée nord-américaine à commencer par le 4 août 2025 à Détroit pour ensuite se rendre à New York, Boston, Chicago et Toronto. Ce sera leur nouvel album Walk This Road, sortant le 6 juin 2025, qui y sera interprété.

## Membres
Musiciens actuels
- Patrick Simmons - guitare, banjo, flûte, chant (1970–82, 1987–91, 1992, 1993 – présent)
- Tom Johnston - chant, guitare, harmonica (1970–77, 1987–91, 1992, 1993 – présent)
- Michael McDonald - chant, claviers (1975–82, 1987, 1992, 1995–96, 2019 – présent)
- John McFee - guitare, violon, guitare pedal steel, chant (1979–82, 1987, 1993 – présent)

Musiciens de tournée
- John Cowan (en) - basse, chœurs (1993–95, 2010 – présent)
- Marc Russo - saxophone (1998 – présent)
- Ed Toth (en) - batterie, percussions (2005-présent)
- Bill Payne (en) - claviers, chœurs (2015-présent)
- Marc Quiñones (en) - percussions, chœurs (2018-présent)

Anciens membres
- John Hartman († 2021) [déces révelé en 2022] - batterie, percussions (1970–1979, 1987–1991-1992)
- Dave Shogren († 1999) - basse, guitare, claviers (1970-1971)
- Michael Hossack († 2012) - batterie, percussions (1971–1973, 1987–1991, 1992-1993)
- Tiran Porter - basse (1972–1980, 1987–1991, 1992)
- Keith Knudsen († 2005) - batterie, percussions (1973–1982, 1987-1993)
- Jeff "Skunk" Baxter - guitare, pedal steel - (1972-1973, 1974-1979, 1987, 1992)
- Chet McCracken († 2022) - batterie, percussions, vibraphone, marimba (1979-1982, 1987, 1993, 1995)
- Cornelius Bumpus († 2004) - saxophone, flûte, claviers, synthétiseur (1979–1982, 1987, 1989, 1992- 1993, 1995–1996)
- Bobby LaKind († 2012) - bongos, congas, percussions (1980-1982, 1987-1989, 1992)
- Willie Weeks - basse (1980-1982, 1993)

## Discographie
Albums studio
- The Doobie Brothers (1971)
- Toulouse Street (1972)
- The Captain and Me (1973)
- What Were Once Vices Are Now Habits (1974)
- Stampede (1975)
- Takin' It to the Streets (1976)
- Livin' on the Fault Line (1977)
- Minute by Minute (1978)
- One Step Closer (1980)
- Cycles (en) (1989)
- Brotherhood (en) (1991)
- Sibling Rivalry (2000)
- World Gone Crazy (2010)
- Southbound (2014)
- Liberté (2021)
- Walk This Road (2025)